# Kombo (Computerspiele)
In Computerspielen ist eine Kombo bzw. englisch Combo (kurz für Kombination) eine Reihe von Aktionen, die nacheinander ausgeführt werden, um ein bestimmtes Ereignis hervorzurufen. Meist geschieht dies durch das Drücken bestimmter Tastenkombination unter einer Zeitbeschränkung, die dem Spieler dadurch einen bedeutenden Vorteil bzw. speziellen Angriff ermöglichen. Sie sind meist stärker als die Standardangriffe, aber dafür auch schwerer auszuführen und erfordern meist mehr Aufwand.

## Geschichte
Der Begriff stammt aus Kampfspielen und Beat ’em ups, wo man meist mit Combos gegen seine Gegner kämpft und hat sich später auch in anderen Genres etabliert. Das erste Spiel, welches Combos unterstützte, war Flash Boy aus dem Jahr 1981, welches für die DECO Cassette System erschien. Bekanntheit erlangten Combos durch das Spiel Renegade aus dem Jahr 1986 und Double Dragon aus 1987. Dynamischer wurde sie mit dem Spiel Final Fight aus 1989. Große Beliebtheit bekamen Kombos durch die Street-Fighter-Spiele und Nachfolgereihen wie zum Beispiel Tekken.

## Anwendung
Der Begriff geht hauptsächlich auf Kampfspiele zurück. Weitere Anwendungen finden sich zum Beispiel für Tricks und Stunts in Spielen (zum Beispiel Sportsimulationen wie Tony Hawk's Pro Skater oder Rennspielen wie Crazy Taxi), in Shoot ’em up, Hack-and-Slay-Titeln, Rollenspielen und Puzzle-Spielen. Ziel kann es zum Beispiel sein dadurch Gegner einfacher zu besiegen oder Punkte für die Highscore-Tabelle zu sammeln. Ego-Shooter haben ebenfalls Combos, bei denen es zum Beispiel Boni für eine bestimmte Anzahl oder Arten von Tötungen gibt. Multiplayer-Online-Battle-Arena-Spiele und Massively Multiplayer Online Role-Playing Games haben meist spezielle Fähigkeiten, mit denen sich Combo-Angriffe ausführen lassen. Handelt es sich um zeitlich aufeinander folgende Aufforderungen, bestimmte Tasten zudrücken, so wird auch von einem Quick-Time-Event gesprochen. Ebenfalls können Combos eingesetzt werden, um Cheat Codes zu aktivieren. Ein bekanntes Beispiel hierfür ist der Konami Code.